# José María Romero López
José María Romero y López (Sevilla, 12 de mayo de 1816 - Madrid, octubre de 1894) fue un pintor romántico español. Desarrolló su actividad artística en Sevilla, Cádiz, Madrid y Málaga. 

## Biografía

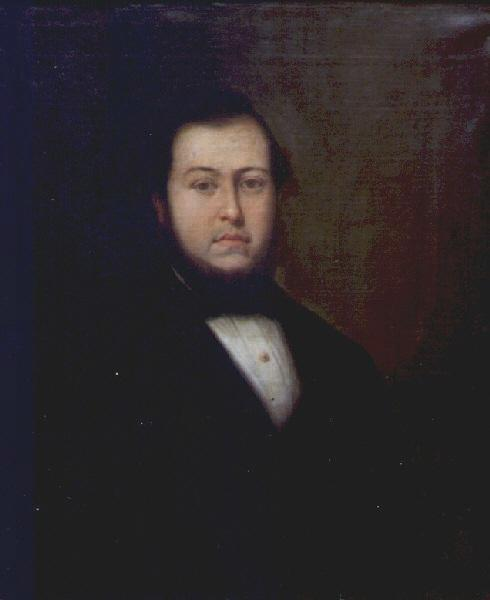
Retrato de caballero.

Vino al mundo en Sevilla el 12 de mayo de 1816, bautizándose el 14 del mismo mes en la parroquia de Omnium Sanctorum como José María de Gracia. Sus padres fueron Manuel Romero y Gertrudis López, y actuaron como padrinos su tía materna María de Todos los Santos López y el esposo de esta, Salvador Gutiérrez. Permaneció radicado en su collación natal hasta 1835, momento en que se convirtió en parroquiano del Salvador hasta 1839, según se desprende de su partida matrimonial.
En 1838 aparece inscrito como socio de la Real Sociedad Económica Sevillana de Amigos del País. Fue en la junta pública de 30 de mayo de ese año cuando fue inscrito sin tener que abonar ninguna cuota en metálico, ya que esta fue canjeada por la copia que Romero realizó de La coronación de los Ebrios por Baco (sic) de Velázquez, ventaja que también se permitió a pintores coetáneos como Manuel Barrón y Carrillo (Sevilla, 1814-1884) y Joaquín Domínguez Bécquer (Sevilla, 1817-1879). Ese mismo mes recibió Romero premio de carta de aprecio y permiso para rotular el llamador de su taller con la inscripción “premiado por la Sociedad Económica” como consecuencia de los trabajos de ebanistería que había emprendido.
En 1840 comenzó como profesor ayudante de Dibujo en la Escuela de Bellas Artes de Sevilla, donde en 1848 dio clases en la especialidad de Trazos. Trabajó para el duque de Montpensier, que se había instalado en el palacio de San Telmo en 1849. Entre 1850 y 1866 fue miembro de la Real Academia de Bellas Artes de Santa Isabel de Hungría de Sevilla. En 1866 se trasladó a Cádiz, donde también fue miembro de la Real Academia Provincial de Bellas Artes entre 1866 y 1875, año en el que probablemente volvió a Sevilla. En 1879 se instaló en Madrid, donde hizo varios retratos. En 1889 se fue a Málaga, donde trabajó como profesor de Colorido y Composición en la Real Academia de Bellas Artes de San Telmo hasta 1893.
Participó en varias exposiciones nacionales de Bellas Artes y obtuvo galardón en las ediciones de 1840, 1858, 1860, 1862 y 1879.
Ninguna noticia ni referencia aparece ulteriormente en la prensa o en la historiografía sobre Romero, a pesar de que se pensaba podía haber fallecido ese año en Sevilla, o, por el contrario, en Cádiz hacia 1888. Sin embargo, conociendo que nuestro pintor había viajado con asiduidad a Madrid –incluso desde los mismos inicios de su carrera–, buscando nuevos mercados para su producción, decidimos, tras no encontrar ningún dato en los registros de los cementerios de Sevilla, Cádiz y Málaga, indagar en los del de la Almudena de la capital, encontrando la siguiente información, que esclarecía tanto el lugar como la fecha exacta de fallecimiento del pintor: “JOSÉ MARÍA ROMERO LÓPEZ inhumado el 09/10/1894 en sepultura temporal, cuartel 37, manzana 19, letra H, cuerpo 6, trasladándose sus restos al Osario Común el día 31/03/1905”. Murió, por consiguiente, Romero lejos de su tierra natal.

## Obra
- Ricardo y Federico Santaló. Museo del Prado. Madrid.[5]
- Enrique, Concepción y Salud Santaló. Museo del Prado. Madrid.[5]
- La buena muerte del duque de Montpensier. Museo Carmen Thyssen. Málaga.
- La mala muerte del duque de Montpensier. Museo Carmen Thyssen. Málaga
- El niño Eugenio de la Borbolla en traje de guardiamarina. Museo del Romanticismo. Madrid.[5]
- Imposición de la casulla a san Ildefonso. Catedral de Cádiz.[5]
- San Hermenegildo. 1851. Catedral de Segorbe. Regalo de Domingo Canubio y Alberto, obispo de Segorbe (1848-1864).[7]
- Serie de cuadros de la Casa Generalicia de las Franciscanas del Rebaño de María de Cádiz.[3]
- El tránsito de la Magdalena. Museo Nacional de Bellas Artes de Cuba. La Habana. 1858.

También hay obras de este autor en el Museo Histórico de la Ciudad de La Habana, Cuba, y el Museo Nacional de Bellas Artes de Cuba.